# Ноздроватый, Василий Петрович
 Василий Петрович Ноздроватый (Ноздроватый-Звенигородский) (ум. после 1565) — князь, сын боярский и голова, затем воевода, второй из троих сыновей князя Петра Васильевича Ноздроватого.

## Служба
В 1560 году князь Василий Петрович Ноздроватый «по рыльским вестем» был отправлен головой в сторожевой полк под командованием воеводы князя Даниила Семёновича Одоевского в Туле, откуда ходил в Поле для поиска и уничтожения небольших отрядов крымских татар.
В 1565 году князь В. П. Ноздроватый был послан «с Никитина дни» (2 сентября) первый воеводой в Зарайск. В последующие годы служил воеводой в разных полках и участвовал в походах Ливонской войны.
Воевода князь Василий Петрович Ноздроватый скончался, оставив после себя двух сыновей: Михаила и Фёдора, а также дочь Марию. Мария Васильевна Ноздроватая была дважды замужем. Её первым мужем был князь Дмитрий Петрович «Борода» Елецкий (ум. 1586), а вторично стала женой князя Владимира Тимофеевича Долгорукова (1569—1633).